# La Grange (Kentucky)
La Grange – miasto w Stanach Zjednoczonych, w stanie Kentucky, w hrabstwie Oldham.